# قپچاق (اسکو)
قپچاق یکی از روستاهای استان آذربایجان شرقی است که در دهستان جزیره بخش ایلخچی شهرستان اسکو واقع شده‌است. در سال‌های اخیر زمین‌های روستای قپچاق به کاشت درخت پسته اختصاص یافته است.
کوه (توربین) نماد صلابت و استواری مردمان این روستا است.
مردمان این روستا آذربایجانی بوده و به زبان ترکی آذربایجانی سخن می‌گویند. این روستا ۶۲۰ نفر جمعیت دارد.